# Arroyo Yeruá
El arroyo Yeruá es un cuerpo de agua de la provincia de Entre Ríos, República Argentina de unos 60 km de recorrido. Nace en las faldas de la Cuchilla Grande en el departamento San Salvador unos pocos kilómetros al oeste de General Campos y fluye hacia el sureste desarrollando la mayor parte de su curso en el departamento Concordia hasta desaguar en el río Uruguay. Su principal afluente es el arroyo Yeruacito, que lo alcanza en su curso superior.
El arroyo da nombre al «distrito Yeruá», una de las divisiones catastrales del departamento Concordia. En sus cercanías existen tres poblaciones que llevan su nombre: Puerto Yeruá, Estación Yeruá y Colonia Yeruá, esta última como parte del municipio de Estancia Grande, que tiene su límite sur en el arroyo y que recuerda la antigua colonia de inmigrantes establecida por el Gobierno nacional argentino en la zona, la Colonia Nacional Yeruá. En las inmediaciones del puente de la Ruta Nacional 14 que lo atraviesa, se encuentra la «Estación de Peaje Yeruá».
En 2005 fue creada la reserva natural El Talar como un emprendimiento privado de la empresa Masisa S.A., en un área de 180 hectáreas en el valle de inundación del arroyo Yeruá. La reserva pretende conservar la selva en galería que crece en torno al arroyo y que es una prolongación de la Selva Misionera o Paranaense.

## Historia
El arroyo Yeruá fue considerado el límite meridional del gobierno de las Misiones Guaraníes en el Virreinato del Río de la Plata. El teniente gobernador de Yapeyú, Juan de San Martín, fundó en 1777 la «Estancia Jesús del Yeruá» en la margen norte del arroyo, para servir de puesto de cría del ganado que adquirió a un hacendado de Entre Ríos. Sirviendo además como posta de correo en la «Carrera a Misiones» y puesto de apoyo en la «Ruta al Salto», camino comercial de excedentes de producción de la Misiones dirigido a Buenos Aires. En el casco de la estancia de erigió una capilla con su mismo nombre que estaba bajo dependencia de la parroquia de Yapeyú. La estancia y la capilla quedaron abandonadas durante las primeras décadas del siglo XIX a causa de las guerras y del éxodo de su población guaraní. El noreste entrerriano continuó perteneciendo a Misiones hasta su incorporación definitiva a la provincia de Entre Ríos en 1820.
El 22 de septiembre de 1839 el general Juan Galo Lavalle, pese a la inferioridad numérica de 450 contra 1300, logró derrotar al gobernador delegado entrerriano Vicente Zapata en la batalla de Yeruá, en la segunda batalla contra el gobernador bonaerense Juan Manuel de Rosas como parte de las guerras civiles argentinas.

### Toponimia
Yeruá es una palabra derivada del término guaraní yarohá, que significa 'río de los Bizarros', en alusión a los primitivos habitantes de su cuenca. Otras acepción de la palabra es río de los Porongos Pequeños, en alusión a las calabacillas que se encuentran en sus márgenes.